# بهروز خاماچی
بهروز خاماچی (زادهٔ اردیبهشت ۱۳۱۴ در تبریز – درگذشتهٔ ٢١ آذر ١۴٠٣)، یکی از پژوهشگران تاریخ و فرهنگ آذربایجان و تبریز بود.وی تحصیلات عالی خود را تا درجهٔ کارشناسی در دانشگاه تبریز و در رشتهٔ تاریخ و جغرافیا گذرانده
خاماچی تألیفات متعددی را در زمینهٔ تاریخ و فرهنگ منطقهٔ آذربایجان و شهر تبریز به رشتهٔ تحریر درآورده‌است. از جملهٔ سوابق وی می‌توان به تدریس در مراکز تربیت معلم تبریز، عضویت و ریاست شورای اسلامی شهر تبریز، عضویت در انجمن حمایت از جذامیان، عضویت در کمیسیون فرهنگی شورای اسلامی شهر تبریز، عضویت در نشریه‌های مختلف و کارشناسی شبکه سهند اشاره کرد.

## زندگی
بهروز خاماچی، فرزند حاج علی‌اکبر خاماچی از معتمدین معروف شهر تبریز در شغل تجارت فرش (و خامه) در اردیبهشت ماه ۱۳۱۴ در بیمارستان سابق آمریکایی‌ها به دنیا آمده و تنها پسر خانواده بود. سن ابتدایی مدرسه رفتن وی مصادف با جنگ جهانی دوم و ورود سربازان شوروی بود. سال ۱۳۲۱ برای دوره ابتدایی در دبستان جامی در کوی حاج جبار نائب گلزار مشغول به تحصیل شد.
دوران تحصیل ابتدایی وی توأم بود با عدم آرامش و امنیت در شهر و اشغال تبریز توسط قوای متفقین و شیوع بیماری تیفوس در سال ۱۳۲۲. بعد از پایان دوره ۶ ساله، وی در تبریز در دبیرستان سعدی قدیم که یکی از معروف‌ترین مدارس تبریز بود مشغول به تحصیل شد. وی دوره دوم دبیرستان را به‌طور شبانه در آموزشگاه کاخ دانش (آذرگوهر) و دبیرستان هدف، گذرانده و در رشته تجربی موفق به اخذ مدرک دیپلم شد.
در سال ۱۳۴۰ در کلاس تربیت معلم یکساله شرکت کرده و به عنوان معلم روستایی به روستاهای سهند آباد مأمور شد. در همان سال هم در دانشگاه تبریز در رشته تاریخ و جغرافیا پذیرفته شد. در سال ۱۳۴۵ پس از گرفتن مدرک لیسانس از دانشگاه تبریز، به بستان‌آباد منتقل شده و به ریاست مدرسه شیبلی و تدریس در دبیرستان بوستان مشغول شد. سپس در بناب و مراغه به معلمی پرداخت. در ۱۳۴۸ به آذرشهر منتقل شده و تا سال ۱۳۵۵ در آذرشهر و گوگان مشغول بود که در این سال به تبریز منتقل شده و در دانشسراهای پسرانه و تربیت معلم به تدریس ادامه داد. در سال ۱۳۶۰ که دانشسرای مقدماتی پسران (شبانه‌روزی) منحل شد، به دبیرستان‌های تبریز منتقل شد.
خاماچی پس از سال‌ها تدریس در امیرخیزی و هنرستان نساجی لاله تبریز و دبیرستان تربیت بدنی پس از ۳۵ سال تدریس بازنشسته شده و از آن زمان تاکنون در دبیرستان‌های غیرانتفاعی ابوذر، باقرالعلوم و دانشسرای هنر مشغول تدریس است. مدتی هم در تربیت معلم علامه امینی معلم تاریخ بوده‌است.
وی ۴۲ جلد کتاب در زمینه‌های مختلف تاریخی و اجتماعی و انسانی آذربایجان به چاپ رسانده که از این ۴۲ جلد کتاب ۲۰ جلد کلاً مربوط به فرهنگ آب در فرهنگ آذربایجان بود که تألیف این کتاب با همکاری سازمان آب منطقه‌ای به عمل آمد. در سال ۱۳۹۰ کتاب «شهر من تبریز» نوشته خاماچی، برنده کتاب سال تبریز گردید. او در سه دوره شورای شهر تبریز عضویت داشته و رئیس کمسیون گردشگری و میراث فرهنگی شورا است.